# Capercaillie
Capercaillie és una banda de música tradicional d'Escòcia, fundada en els anys vuitanta per Donald Shaw i liderada per Karen Matheson.
La banda va gravar el seu primer àlbum d'estudi, Cascade, el 1984. El seu senzill de 1992 A Prince Among Islands va ser la primera cançó en gaèlic escocès que va entrar en la llista dels 40 millors senzills del Regne Unit, ocupant el lloc 39. Altre de seus senzills, Ailein Duinn, va assolir el lloc 65. L'àlbum Secret People va quedar al lloc 40 i To the Moon al lloc 41. Aquest grup ha popularitzat cançons i melodies tradicionals gaèliques amb modernes tècniques de producció, barrejant sovint lletres tradicionals amb instrumentació elèctrica moderna.
Des dels seus inicis Karen i Donald (casats en l'actualitat) han estat al capdavant de la banda acompanyats per diversos intèrprets d'instruments tradicionals i moderns del folklore celta, havent-hi petits canvis al llarg del temps.

## Membres actuals
- Karen Matheson: veu
- Donald Shaw: teclats, acordió
- Charlie Mckerron: violí
- Michael Mcgoldrick: flauta, tin whistle, Uilleann pipes
- Manus Lunny: bouzouki, guitarra
- Ewen Vernal: baix
- Che Beresford: bateria
- David Chimp Robertson: percussió

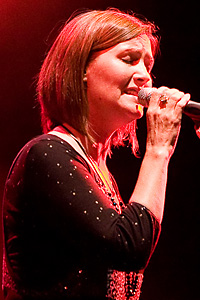
Karen Matheson
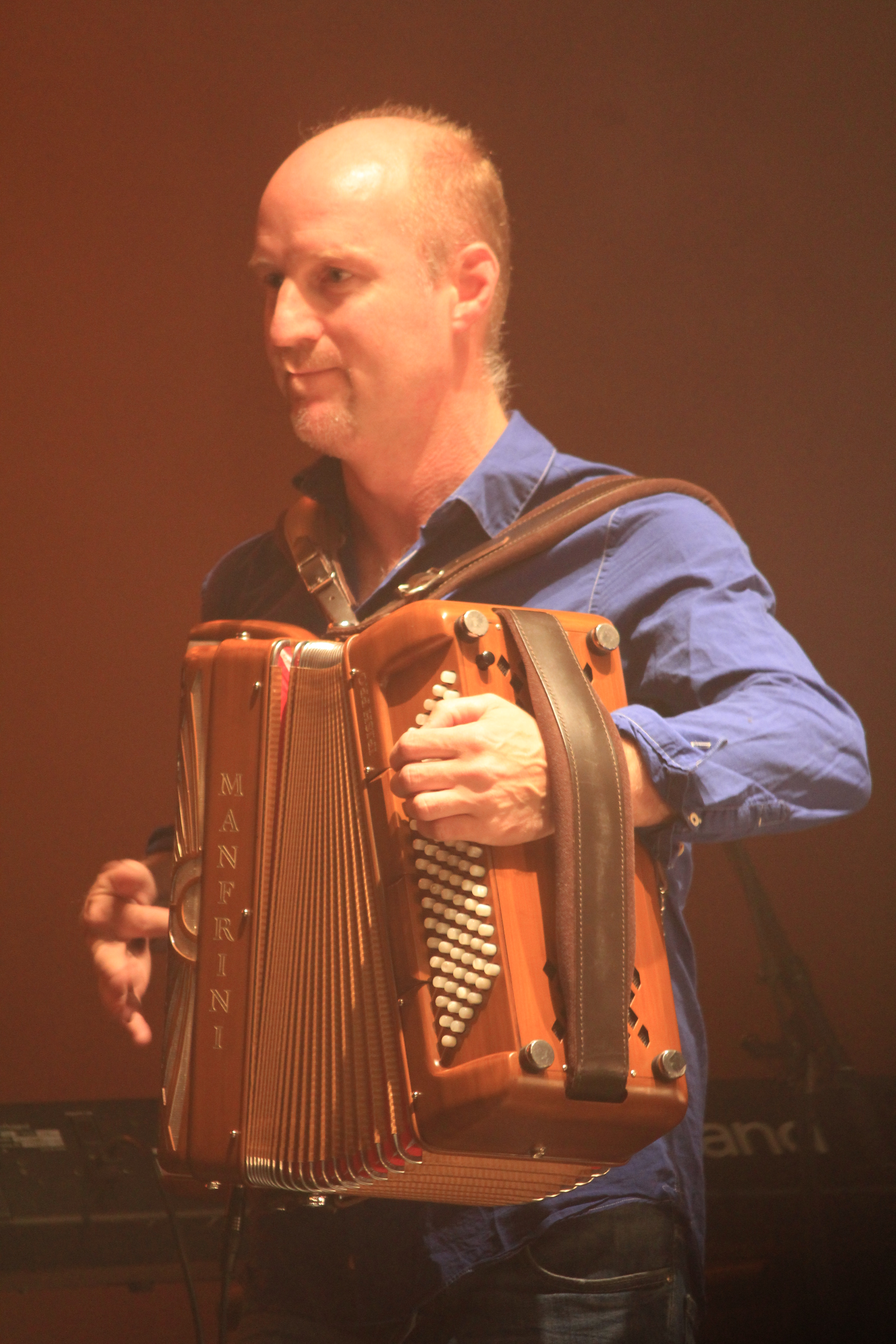
Donald Shaw
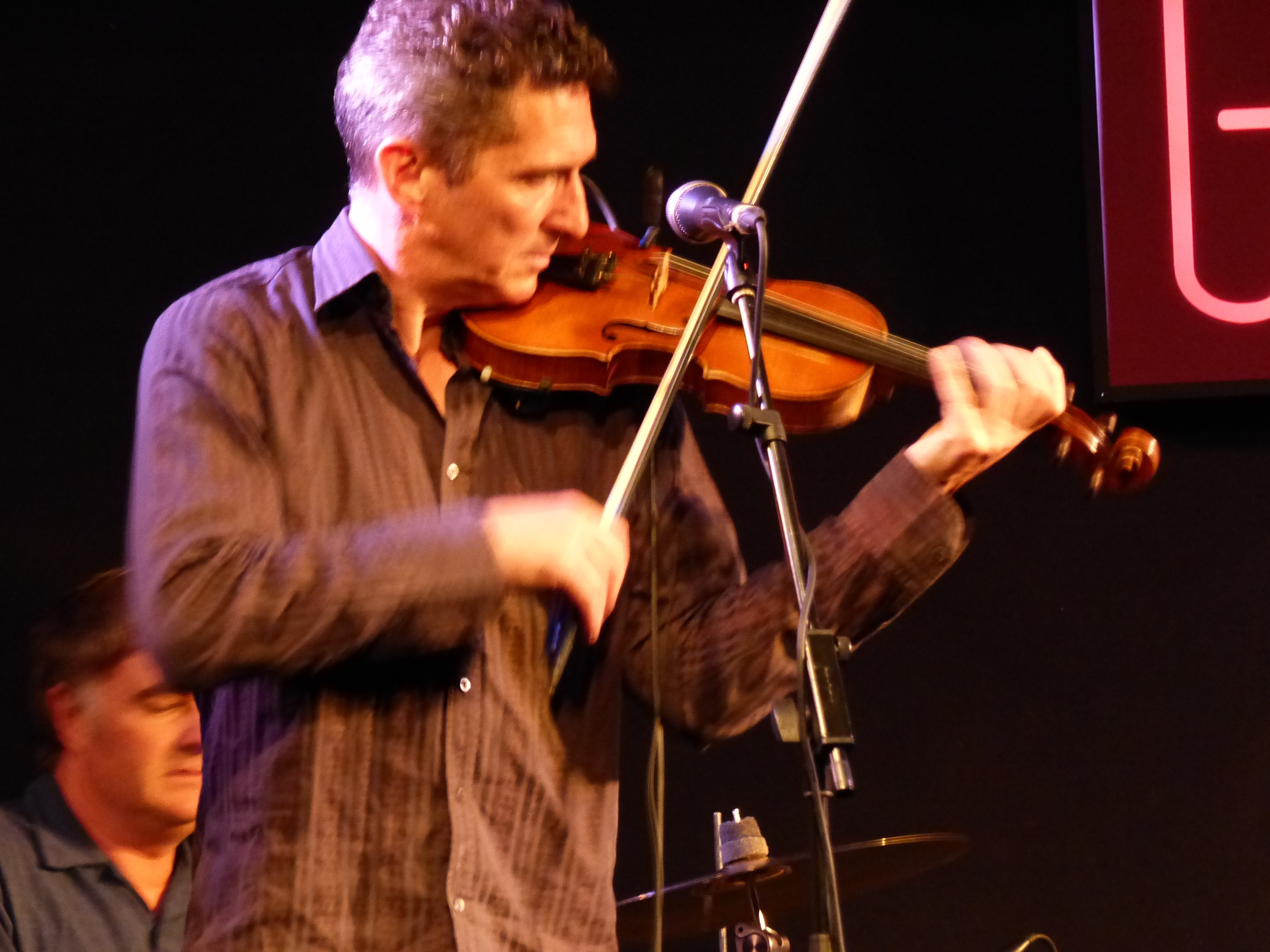
Charlie McKerron
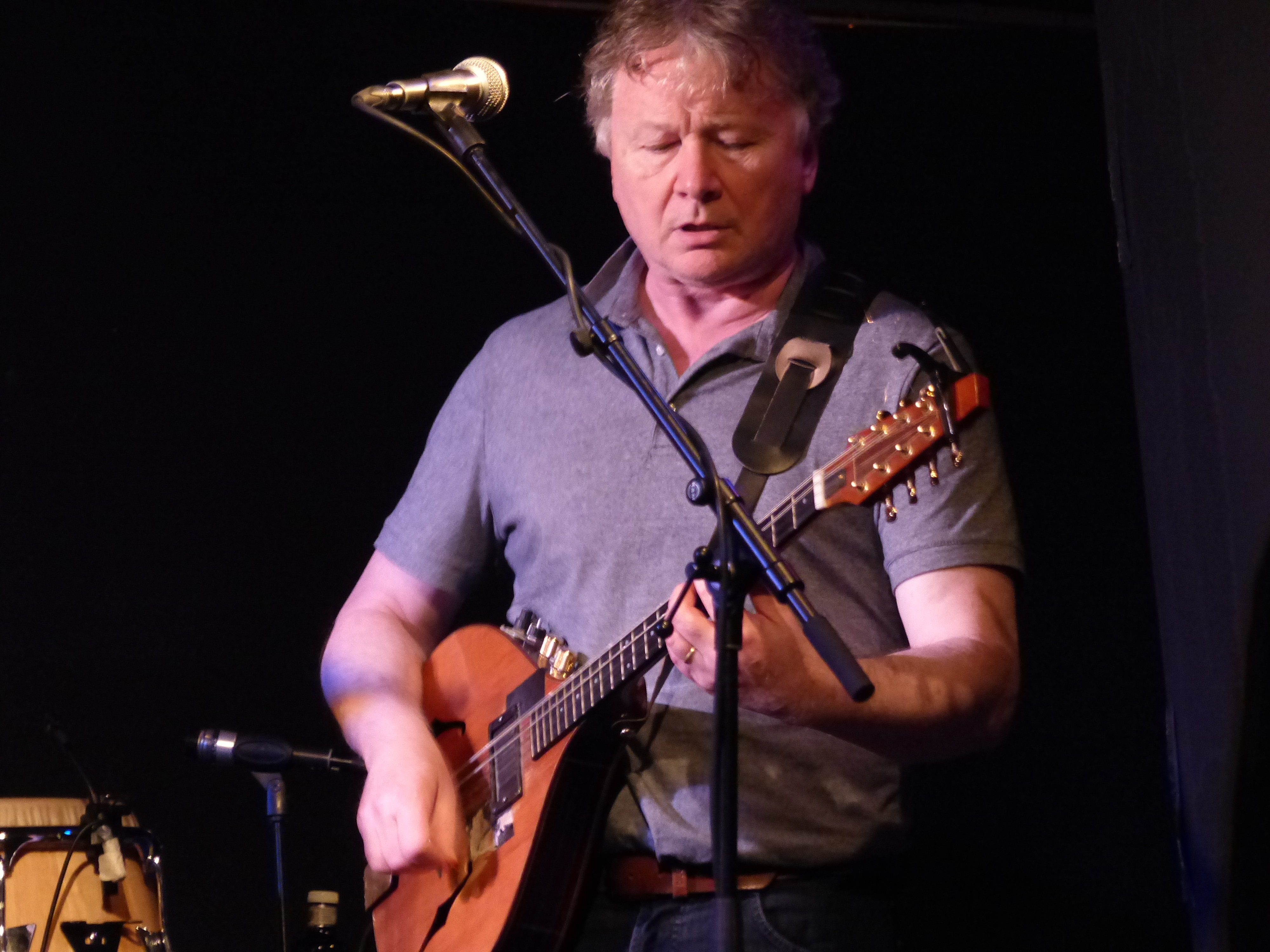
Manus Lunny
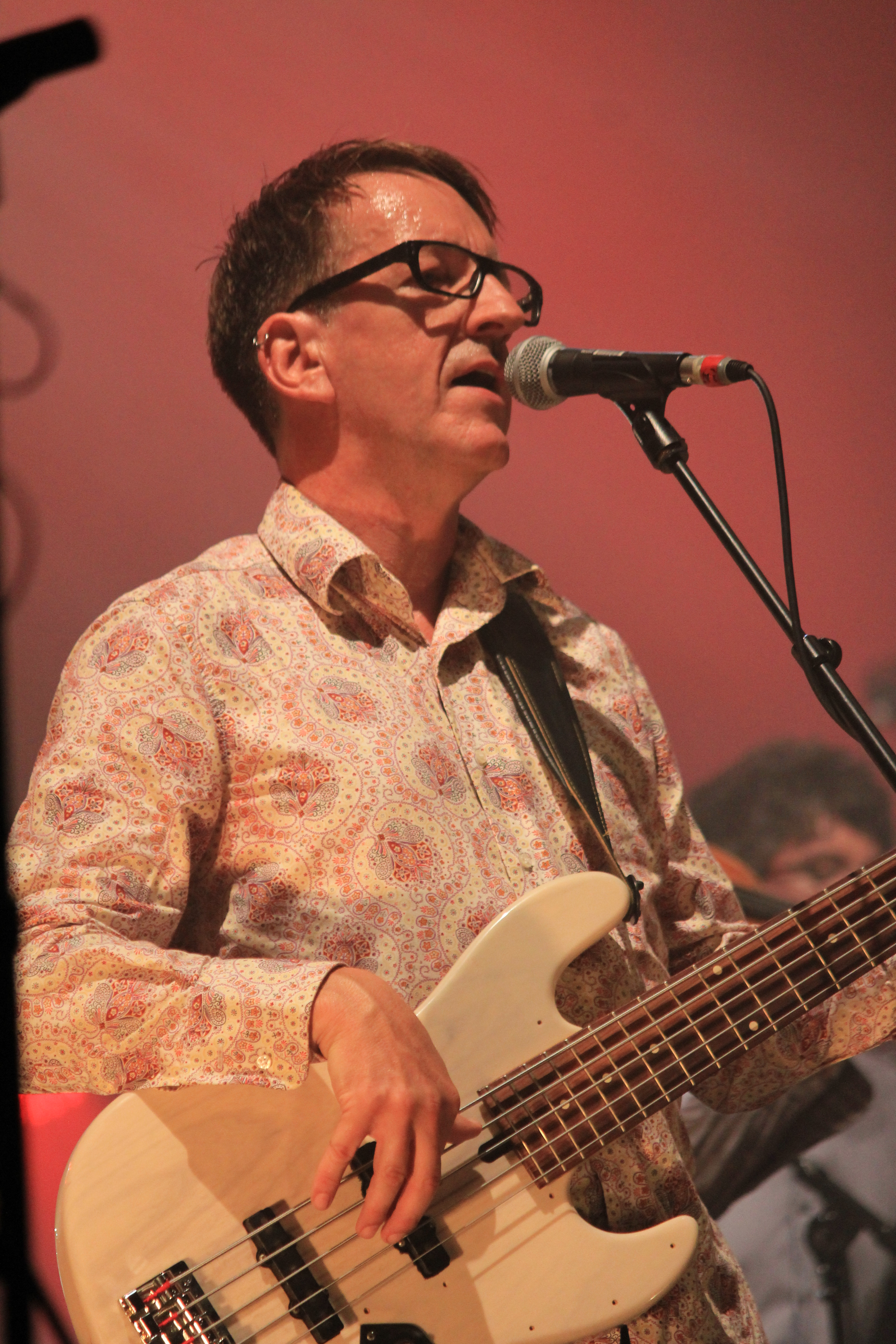
Ewen Vernal
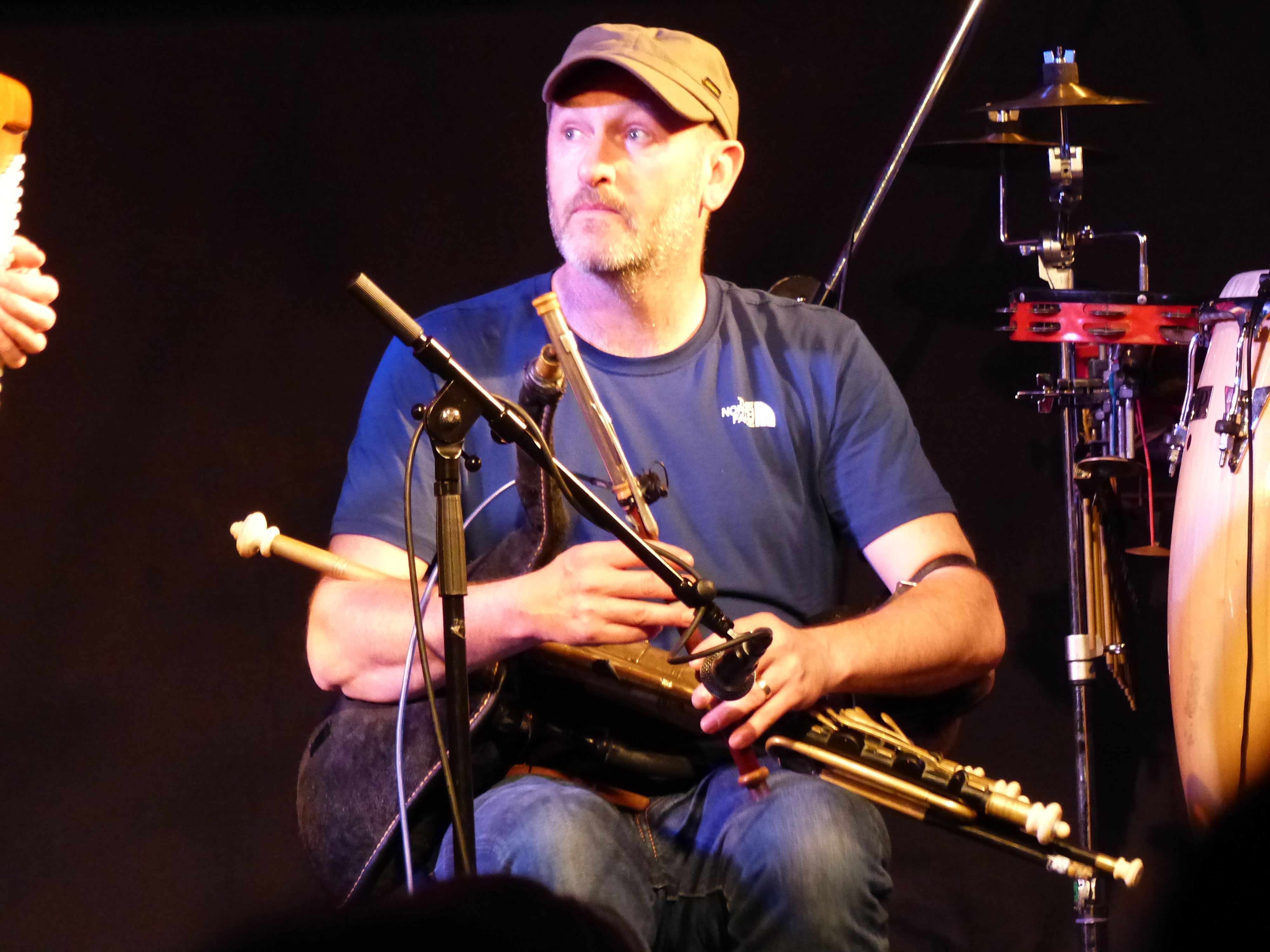
Michael McGoldrick
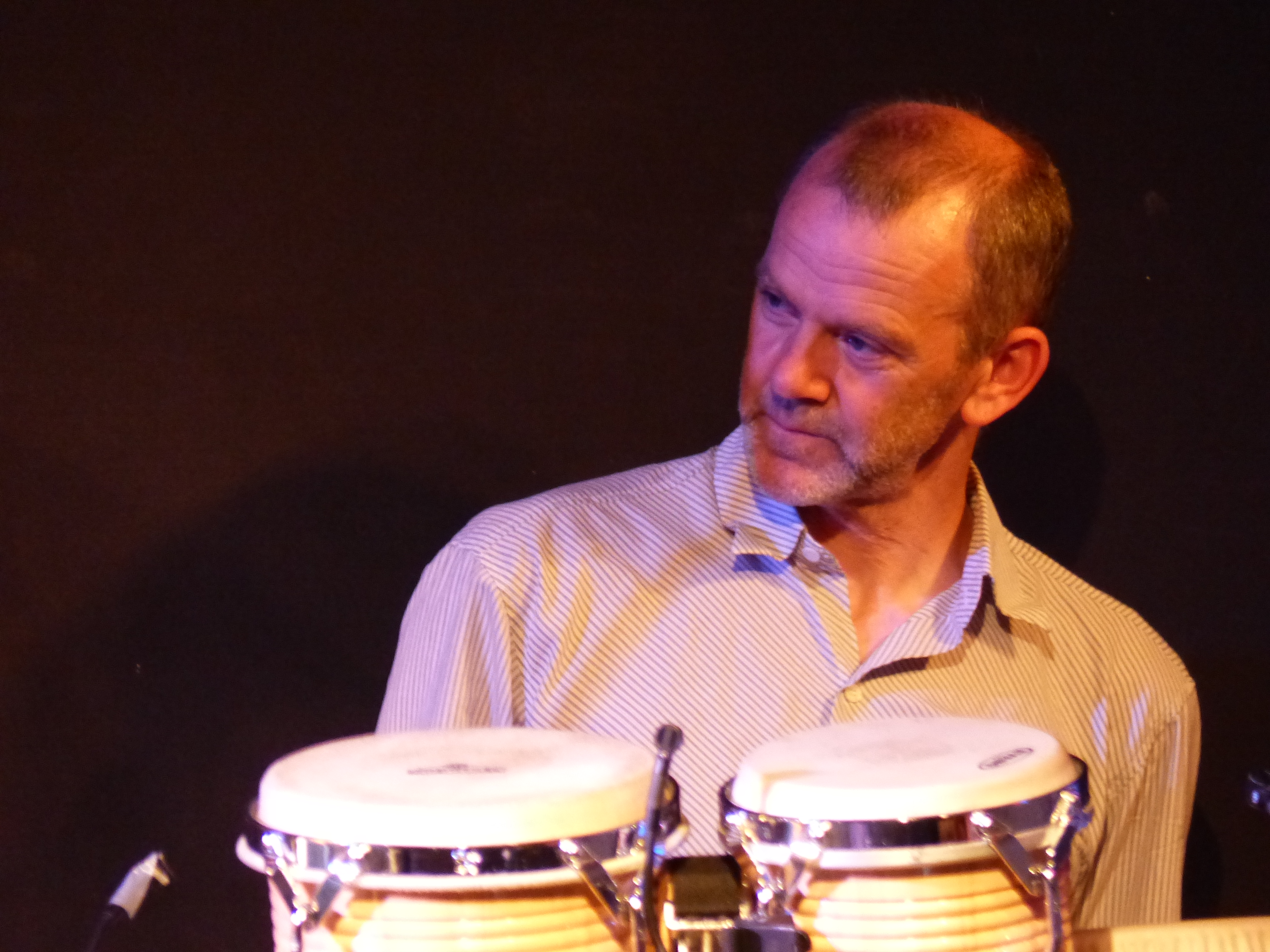
David Robertson
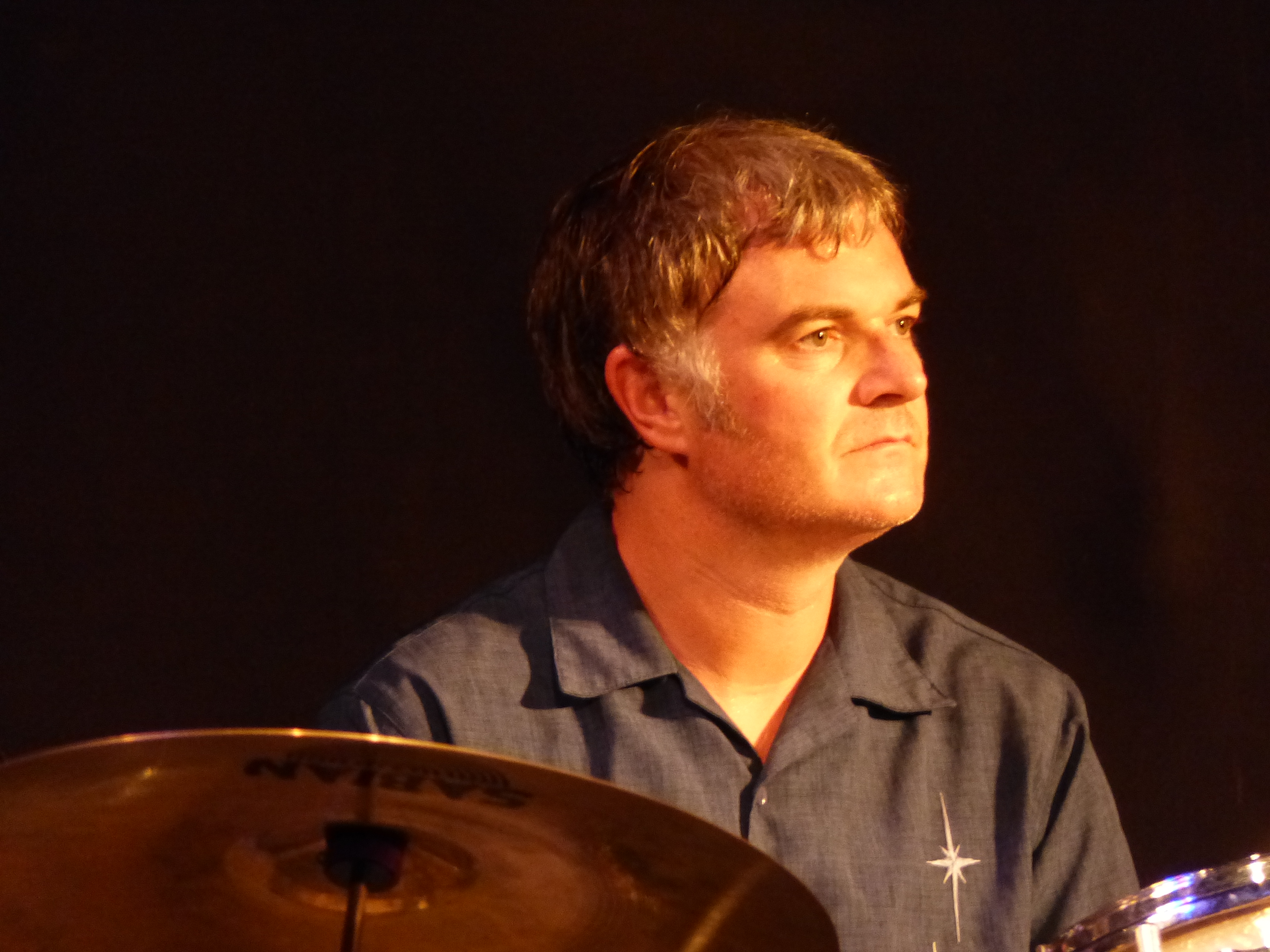
Che Beresford

## Exmembres del grup
- Marc Duff: bodhrán, flauta, sintetitzador de vent i rauschpfeife
- John Saich: guitarra i baix
- James Mackintosh: bateria
- Shaun Craig: guitarra, bouzouki
- Martin Macleod: baix, violí
- Joan Maclachlan: violí, veu

## Discografia

### Àlbums d'estudi
- Cascade (1984)
- Crosswinds (1987)
- The Blood is Strong (1988)
- Sidewaulk (1989)
- Delirium (1991)
- Get Out (1992)
- Secret People (1993)
- Capercaillie (1994)
- Rob Roy [Original Soundtrack] (1995)
- To The Moon (1996)
- Beautiful Wasteland (1997)
- Glenfinnan (Songs of the '45) (1998)
- Nàdurra (2000)
- Choice Language (2003)
- Roses and Tears (2008)
- At The Heart Of It All (2013)

### Àlbums recopilatoris i en directe
- Dusk Till Dawn: The Best Of Capercaillie (1998)
- Capercaillie Live in Concert (2002)
- Grace and Pride: The Antology 2004-1984 (2004)